# Jakub Kosicki
Jakub Ziemowit Kosicki (ur. 28 listopada 1979 w Lesznie) – polski profesor nauk biologicznych, zatrudniony w Instytucie Biologii Środowiska, prodziekan Wydziału Biologii Uniwersytetu im. Adama Mickiewicza w Poznaniu Specjalizuje się w zagadnieniach z zakresu ekologii teoretycznej i modelowania zjawisk ekologicznych.  

## Życiorys
27 czerwca 2008 obronił z wyróżnieniem pracę doktorską pt. "Ekologia populacji bociana białego Ciconia ciconia w południowo-zachodniej Wielkopolsce", 23 maja 2014 habilitował się na podstawie pracy zatytułowanej "Modelowanie występowania, zagęszczenia i bogactwa gatunkowego lęgowych ptaków w Polsce. 23 stycznia 2023 uzyskał tytuł profesora nauk ścisłych i przyrodniczych.
Jest członkiem Rady Dyscypliny Naukowej – Nauk Biologicznych Uniwersytetu im. Adama Mickiewicza w Poznaniu oraz Senatu Akademickiego Uniwersytetu im. Adama Mickiewicza w kadencji 2020-2024

## Praca Badawcza
W pracy badawczej zajmuje się głównie analizami przestrzennego rozmieszczenia organizmów w tym predyktywnymi analizami zagęszczenia i bogactwa gatunkowego. Wraz z badaczami z Ben Gurion University of the Negev - Eilat Campus w Izraelu prowadzi także badania nad funkcjonowaniem ekosystemu na styku Pustyni Negev i Morza Czerwonego. Współpracuje także z licznymi badaczami z Czech, Słowacji i USA. 